# 아시안 게임 바레인 선수단
아시안 게임 바레인 선수단은 바레인 대표로 아시안 게임에 참가하는 선수단이다. 바레인은 1982년에 아시안 게임에 처음 참가했다. 